# دینار

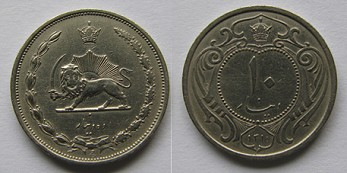
سکه ۱۰ دیناری، ۱۳۱۰ خورشیدی

کشورهای دارای یکای پول دینار

دینار یکای پول رسمی نُه کشور محسوب می‌شود که در گذشته در کشورهای دیگری نیز رواج داشته. هر یک‌هزار دینار ایران یک ریال محاسبه می‌شد، ولی در سال ۱۳۱۱ خورشیدی ریال جایگزین قران شد و همچنین ارزشش به صد دینار جدید افزایش پیداکرد. به هر ده هزار دینار یک تومان (مغولی: ده هزار) می‌گویند.
دینار در اصل سکه طلایی است که نخستین بار در دوران جمهوری رم عمدتاً برای پرستیژ و به تقلید از دَریک دوران هخامنشی ضرب شد. واژه دینار از واژه دناریوس یونانی گرفته شده با اینحال برخی لغت دینار را معرب دنار فارسی می‌دانند.

## پیشینه

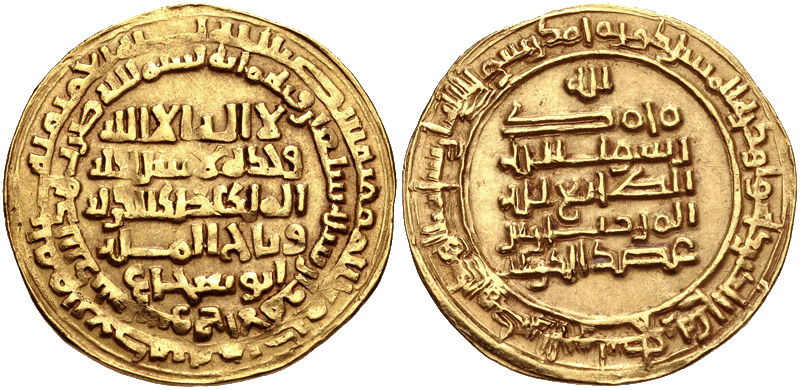
دینار طلا مربوط به دوره آل بویه

از دوره سلطنت پارتیان دیناری به دست نیامده اما در دورهٔ ساسانی و از زمان سلطنت اردشیر یکم تا شاپور سوم این سکه به وزن ۷ تا ۷٫۴ گرم (مشابه وزن درهم نقره) ضرب می‌شد که عمدتاً برای مصارف تشریفاتی مورد استفاده بود؛ با اینحال از کتیبهٔ سه زبانه شاپور یکم چنین بر می‌آید که رومی‌ها در اثر شکست از امپراتوری ایران و برای حفظ جان امپراتور فیلیپ عرب و خانواده اش مجبور به پرداخت پانصد هزار دینار غرامت شدند.
دینار پس از دوران اسلامی هم به صورت دینارهای بیزانسی کاربرد داشت؛ اما تا سالهای ۷۲ه‍.ق/۶۹۲. م توسط مسلمانان ضرب نمی‌شد. نخستین دینارهای اسلامی وزنی برابر با دینار بیزانسی ۴٫۵۵ گرم داشت که در زمان سلطنت بنی امیه و در دمشق ضرب شد و وزن آن تا ۴٫۲۵ گرم هم پایین آمد با اینحال ابزار اصلی برای مبادلات کماکان درهم نقره بود.
در اوایل قرن یازدهم میلادی و در زمان سلجوقیان ضرب مسکوکات نقره متوقف شد چنان‌که دو قرن پیش از آن در اوایل قرن نهم میلادی ضرب سکه مسی فلوس متوقف شده بود با این توصیف تنها واحد پولی در زمان سلجوقیان دینار طلا بود. هنوز معلوم نیست با توجه به ارزش بالای طلا مبادلات کوچکتر در این دوره را با چه وسیله‌ای انجام می‌دادند.
از دوران چنگیز خان تنها معدودی سکه طلا باقی مانده اما از قرن سیزدهم میلادی، دوران غازان خان، ایلخان مغول و وزیرش رشید الدین، دینار به عنوان واحد پایهٔ پولی و معادل ۴٫۳۰ گرم یا شش درهم نقره قرار گرفت. در واقع در این دوره برای نخستین بار معادل ارزش یک دینار به عنوان استاندارد پولی (و نه سکه حقیقی) درآمد از اینرو در دورهٔ بعد از ایلخانیان وزن درهم و ارزش این واحد به شدت کاهش یافت تا جایی که در دوره‌های بعد از واحد شمارش تومان (که در زبان مغولی به معنای ده هزار است) برای شماردن دینارها که واحد پولی کشور بود، استفاده می‌کردند.
واحد دینار از زمان غازان خان تا سلطنت پهلوی در ایران واحد پول رسمی بود که در زمان سلسله پهلوی از دینار به صورت ریال درآمد و واحد فرعی دینار نام گرفت.
در زمان ناصرالدین شاه قاجار برای نخستین بار اسکناس ده هزار دیناری منتشر شد که برای سهولت بر روی آن عنوان تومان (به معنی ده هزار در زبان مغولی) گذاشتند که در واقع ابزار شمارش دینار است و واحد پولی در دوره قاجار همان دینار بود.
واژه دینار بیش از دویست بار در شاهنامه فردوسی آمده؛ جمع این واژه در فارسی دینارها و در عربی دنانیر است. دینار در حال حاضر به‌طور رسمی زیر واحد پول ایران است که معادل یکصدم ریال می‌باشد (هر صد دینار معادل یک ریال است).

## کشورهایی که دینار یکای پول اصلی آنهاست
| نام کشور      | یکای پول "دینار" |
| ------------- | ---------------- |
| اردن          | دینار اردن       |
| الجزایر       | دینار الجزایر    |
| بحرین         | دینار بحرین      |
| تونس          | دینار تونس       |
| سودان         | دینار سودان      |
| صربستان       | دینار صربستان    |
| عراق          | دینار عراق       |
| کویت          | دینار کویت       |
| لیبی          | دینار لیبی       |
| مقدونیه شمالی | دینار مقدونیه    |

## استفاده در گذشته
| کشور                                                                       | یکای پول              | کد ایزو ۴۲۱۷                                                                          | دوران استفاده | جایگزین شده با                 |
| -------------------------------------------------------------------------- | --------------------- | ------------------------------------------------------------------------------------- | ------------- | ------------------------------ |
| بوسنی و هرزگوین                                                            | دینار بوسنی و هرزگوین | BAD                                                                                   | ۱۹۹۸–۱۹۹۲     | مارک تبدیل‌پذیر بوسنی و هرزگوین |
| کرواسی                                                                     | دینار کرواتی          | HRD                                                                                   | ۱۹۹۱–۱۹۹۴     | کونا کرواسی                    |
| ایران                                                                      | دینار ایران           | ندارد                                                                                 | تا ۱۹۳۲       | ریال ایران                     |
| جمهوری صرب                                                                 | دینار صربسکا          | ندارد                                                                                 | ۱۹۹۸–۱۹۹۲     | مارک تبدیل‌پذیر بوسنی و هرزگوین |
| یمن جنوبی                                                                  | دینار یمن جنوبی       | YDD                                                                                   | ۱۹۶۵–۱۹۹۰     | ریال یمن                       |
| سودان                                                                      | دینار سودان           | SDD                                                                                   | ۱۹۹۲–۲۰۰۷     | پوند سودان                     |
| پادشاهی یوگسلاوی · جمهوری فدرال سوسیالیست یوگسلاوی · جمهوری فدرال یوگسلاوی | دینار یوگسلاوی        | YUD (1965–1989) YUN (1990–1992) YUR (1992–1993) YUO (1993) YUG (1994) YUM (1994–2003) | ۱۹۱۸–۲۰۰۳     | انحلال دولت یوگسلاوی           |